# Korhogo (departement)
Korhogo är ett departement i Elfenbenskusten. Det ligger i regionen Poro, i den centrala delen av landet, 250 km norr om huvudstaden Yamoussoukro.